# 派氏短吻獅子魚
派氏短吻獅子魚，為輻鰭魚綱鮋形目杜父魚亞目獅子魚科的其中一種，分布於西南太平洋的澳洲新南威爾斯海域，棲息深度1061-1134公尺，為深海底棲性魚類，體長可達14.4公分，屬肉食性，生活習性不明。

## 擴展閱讀
維基物種上的相關：派氏短吻獅子魚